# Jong-Beom Lee
Lee Jong-beom (Gwangju, 15 de agosto de 1970) es un exjugador de béisbol profesional de Corea del Sur que jugó para los Kia Tigers (anteriormente los Haitai Tigers) en la Liga KBO y los Chunichi Dragons en Japón de 1993 a 2011. Es apodado "Hijo del viento" (바람의 아들) por su velocidad. [cita requerida] (También era conocido como el "genio del béisbol" y el "Ichiro coreano"). el mejor jugador de KBO de la década de 1990.
Lee fue el Jugador Más Valioso de la Liga KBO de 1994, 13 veces KBO All Star y seis veces ganador del Premio Guante de Oro de la Liga KBO. Tiene el récord de bases robadas en una sola temporada en la KBO, con 84, y una vez bateó .393 en una temporada, el segundo mejor de todos los tiempos. Lee también ganó dos veces el premio al Jugador Más Valioso de la Serie Coreana (sus Tigres ganaron cuatro campeonatos de la Serie Coreana). El número 7 de Lee fue retirado por los Kia Tigers en 2012. Comenzó su carrera como campocorto, donde jugó hasta 1997, y jugó principalmente como jardinero en años posteriores.

## Trayectoria
Lee se graduó de la escuela secundaria Gwangju Jeil, donde se destacó en el béisbol, y llevó a su equipo al campeonato de Cheongryonggi en su último año. Irrumpió en la escena de KBO como campocorto novato en 1993, liderando la liga en carreras, robando 73 bases, siendo incluido en el equipo All-Star, ganando un premio Golden Glove y llevando a los Tigres al campeonato de la Serie Coreana. Durante la Serie, Lee bateó .313 (9 hits en 29 turnos al bate) con tres robos y recibió el Premio al Jugador Más Valioso de la Serie Coreana.
Su segunda temporada fue igual de impresionante, ya que bateó .393 (segundo de todos los tiempos en la KBO), lideró la liga en hits y carreras, y robó 84 bases, un récord de la liga. Ese año ganó el premio al Jugador Más Valioso de la Liga KBO y su segundo Guante de Oro. Lee jugó solo media temporada de juegos en 1995 debido a compromisos para el servicio militar, que es obligatorio para todos los ciudadanos surcoreanos varones mayores de 18 años. En 1996, Lee lideró la liga en carreras y nuevamente ganó un Guante de Oro. Los Tigres prevalecieron en la Serie Coreana, y Lee volvió a recibir el premio MVP de la serie. Lee tuvo una "temporada 30-60" en 1997, en la que conectó 30 jonrones y se robó más de 60 bases. Lideró la liga en carreras, obtuvo otro Guante de Oro y sus Tigres volvieron a ganar el campeonato de la KBO.
Lee se mudó a la NPB en 1998 y jugó para los Chunichi Dragons de 1998 a 2001. Durante cuatro temporadas en la NPB, Lee bateó un decepcionante promedio de .261 con un total de 27 jonrones, 99 carreras impulsadas y 53 bases robadas (también fue golpeado por un lanzamiento y se rompió el codo en 1998).Mientras estuvo en la NPB, Lee pasó del campocorto a los jardines. Después de un comienzo lento en Japón en 2001, Lee regresó a la KBO y los Tigres. Regresó a la forma en 2002-2004, ganó dos premios Golden Glove más, lideró la liga en dobles en 2003 y en carreras en 2004. A pesar de esto, aceptó voluntariamente una reducción salarial después de la temporada 2004.
Jugando para el equipo coreano ganador de la medalla de bronce en el Clásico Mundial de Béisbol de 2006, Lee tuvo seis dobles y bateó .400, y fue nombrado jardinero del equipo All WBC (junto con Ken Griffey Jr. e Ichiro Suzuki). En abril de 2012, antes del día de la inauguración, Lee anunció su retiro del béisbol. A lo largo de su carrera, KBO acumuló 510 bases robadas (el segundo de todos los tiempos), ganó cuatro Guantes de Oro como campocorto y dos como jardinero, y nunca se perdió un solo Juego de Estrellas durante su carrera profesional en Corea. Lee se desempeñó como entrenador de Hanwha Eagles en 2013-2014.